# Marien Stouten
Marien Stouten (Kerkwerve, 25 oktober 1983) is een Nederlands organist, dirigent en opnametechnicus.

## Levensloop

### Jeugd en opleiding
Stouten werd geboren in het Zeeuwse Kerkwerve. Hij studeerde orgel bij Martin Mans en Rinus Verhage en vervolgens bij de Vlaamse organist Ignace Michiels aan het conservatorium in Gent.

### Loopbaan
Stouten nam al op jonge leeftijd deel aan muziekwedstrijden. Vanaf 2000 verzorgde hij ook concerten als organist. Ook dirigeerde hij diverse christelijke zangkoren. Als organist is hij werkzaam in de gereformeerde kerk in Haamstede. In 2009 werd hij benoemd tot vaste organist van het Van Vulpen-orgel in de Sint-Nicolaaskerk in Brouwershaven. Daarnaast bracht hij samen met Jan Peter Teeuw vele cd's en bladmuziek uit. In 2005 richtte hij in Scharendijke zijn eigen opnamestudio "Animato Music Productions" op. In 2018 werd hij benoemd tot vaste organist van de Nieuwe Kerk in Zierikzee.

## Discografie
- Joyfull
- Van Liefde ongekend
- Take Five part two
- Leon in Concert
- Christmas
- 10 jaar Stouten Musiceert
- Ouverture
- Stouten Musiceert III
- Take Five